# Яушевы

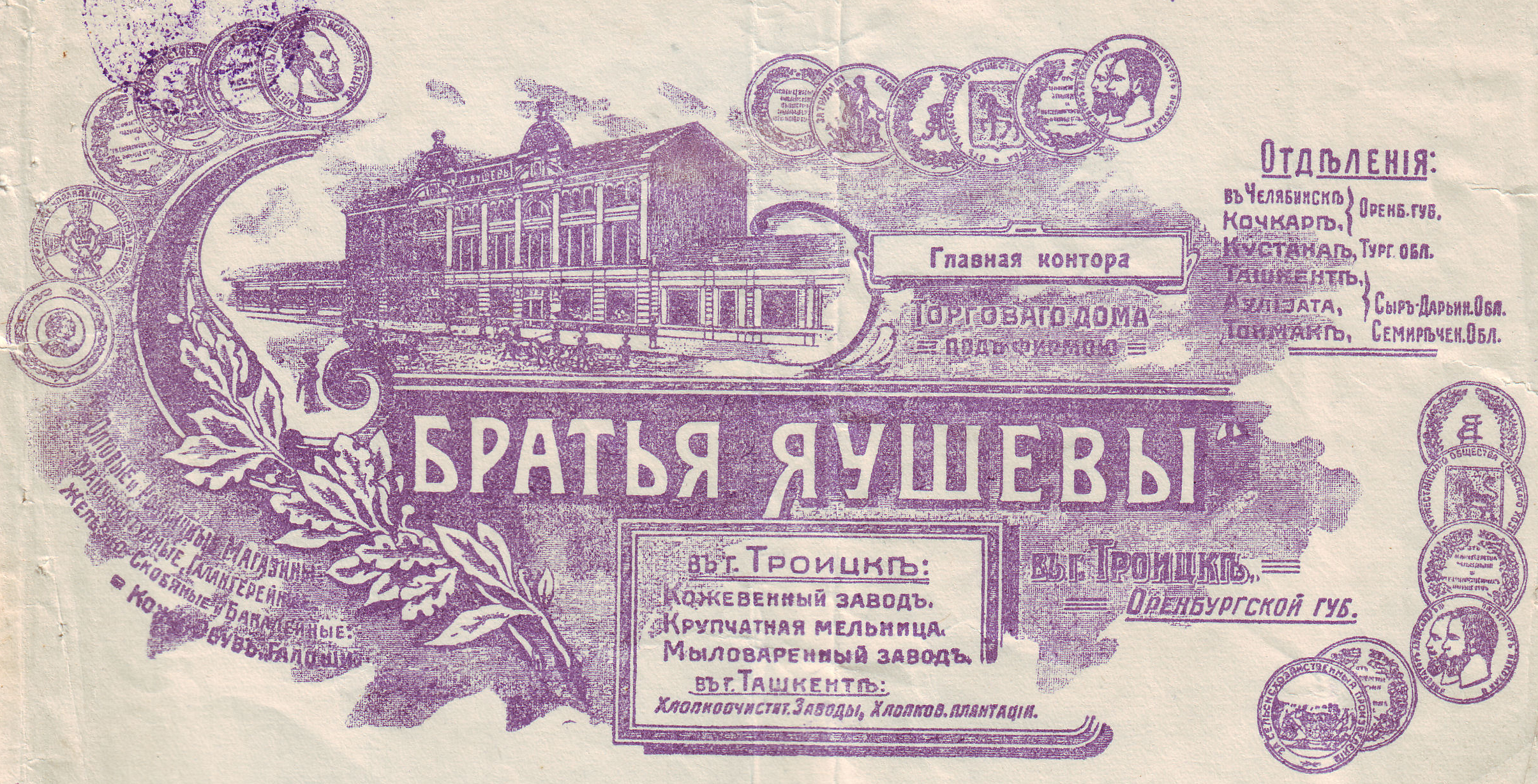
Бланк фирмы купцов Яушевых, 1917 г.

Я́ушевы (князь Яушевы, тат. Yawşevlar, Яушевлар) — татарский княжеский мурзинский род, ветвь арских князей.

## Ранняя история
Родоначальником рода считается князь Явуш (Евуш), находившийся на русской службе ещё до взятия Казани. Князь Явуш тем не менее участвовал в обороне Казани (1552) и упоминается как соратник князя Япанчи, руководившего действиями казанских войск за пределами города.
Возвышение Яушевых, превратившихся в XVII веке в крупных землевладельцев Поволжья, приводится татарскими историками в качестве примера царской политики интеграции татар в Русское государство путём предоставления местной знати полномочий своеобразного наместничества на землях бывшего Казанского ханства. Так, в 1582 году Иван Грозный пожаловал князю Багишу Яушеву землю по берегам реки Иж (на которой в будущем возник город Ижевск). Казанский служилый мурза Семеней князь Багишев сын Яушев грамотой царя Михаила Фёдоровича от 7 июня 1628 года был пожалован княжеским титулом: «за службы деда ево, князь Яушеву, и дяди ево, за князь Иванаеву, и за отца ево, князь Багишеву, и за ево, Семенееву, службу… как был пожалован отец ево князь Багиш».
В 1713 году многие поместья Яушевых за неприятие православия были отписаны на царя, а сами они были положены в подушный оклад по д. Кашар Арского уезда Казанской губернии. Территорию будущего Ижевска в 1733 году Яушевы продали Кутлу-Мухаммеду Тевкелеву.

## Восстановление в дворянстве
Части Яушевых впоследствии удалось восстановить дворянский статус.
Богдан Яушев в 1762 году перешел в д. Араслановку Уфимского (с 1781 года Белебеевского) уезда и в конце 1780-х годов, согласно определению Уфимского дворянского депутатского собрания, как доказавший своё происхождение от благородных предков подлежал исключению из подушного оклада.
Определениями Правительствующего сената 18 февраля 1844, 28 сентября 1854, 23 января 1862, 2 июня 1864] и 21 марта 1873 года 12 семей рода князей Яушевых были утверждены в древнем дворянском достоинстве со внесением в VI часть родословной книги и с правом именоваться князьями татарскими.
Ряд других семей из рода Яушевых не были восстановлены в дворянском сословии из-за бюрократических проволочек.

## Купеческая династия

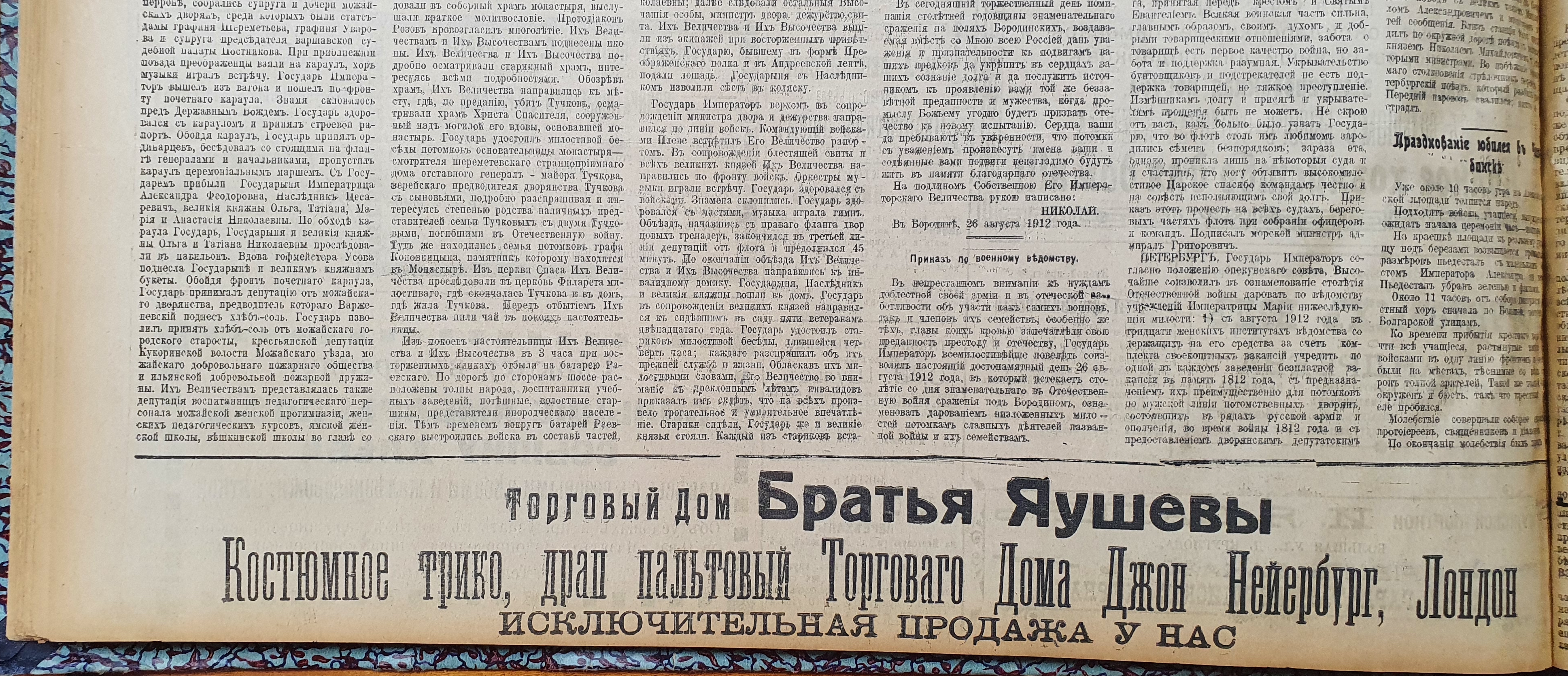
Реклама фирмы Яушевых в газете «Голос Приуралья», Челябинск, 1912 г.

Представители одной из ветвей рода Яушевых в XIX веке образовали известную династию купцов первой гильдии.
Основателем династии стал Гайса Юсупович Яушев (1790—1870), разбогатевший на торговых операциях между Россией и Средней Азией и осевший в городе Троицке.
Фирме Яушевых (в конце XIX века — «Торговый дом под фирмою Абдулвали Ахметьяновича Яушева с братьями», после 1906 г. — «Торговый дом братьев Яушевых») принадлежали торговые пассажи в Троицке, Челябинске, Кустанае и Ташкенте, сельскохозяйственное имение Подовинное, мыловаренный и кожевенный заводы, хлопковые и чайные плантации, паровые мельницы и золотые прииски.
Купцы Яушевы были известны как меценаты и исламские общественные деятели: финансировали строительство мечетей и учебных заведений (в том числе медресе «Мухаммадия» и женское педагогическое училище «Дарульмугаллимат» в Троицке), участвовали в работе Всероссийских мусульманских съездов, были членами движения джадидов, соучредителями и спонсорами первой в России мусульманской политической партии «Иттифак аль-Муслимин».
Главами фирмы Яушевых были:
1. Гайса Юсуфович Яушев (1790—1870)
2. Ахметжан Гайсич Яушев (1818—1875)
3. Абдулвали Ахметжанович Яушев (1840—1906)
4. Муллагали Ахметжанович Яушев (1864—1927)

После Октябрьской революции имущество купцов Яушевых было национализировано, многие представители семьи эмигрировали в Японию, США и Западную Европу. Впоследствии некоторые из них вернулись в Советскую Россию.
Магазины и торговые пассажи

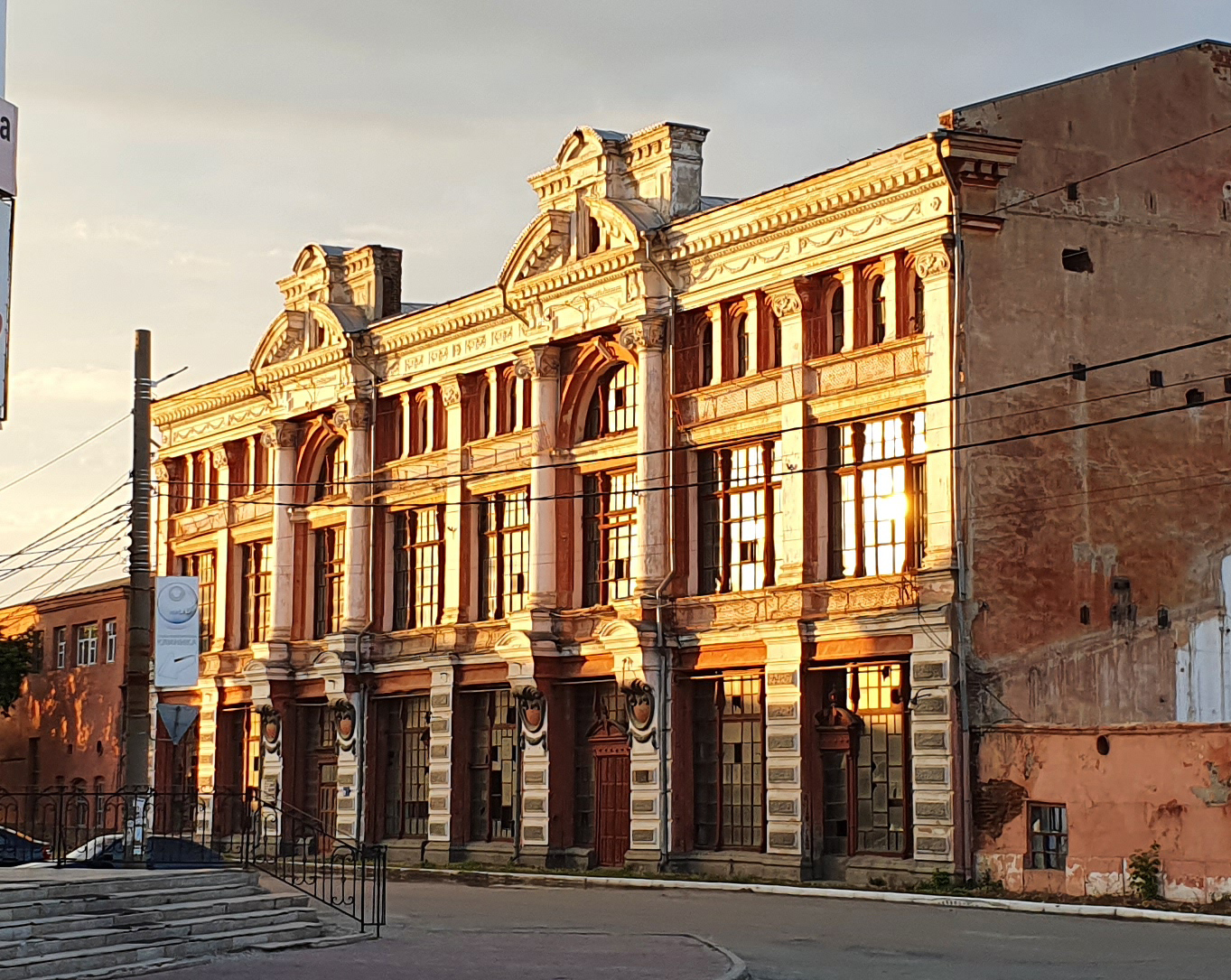
Торговый пассаж Яушевых в Троицке (1908-1911)
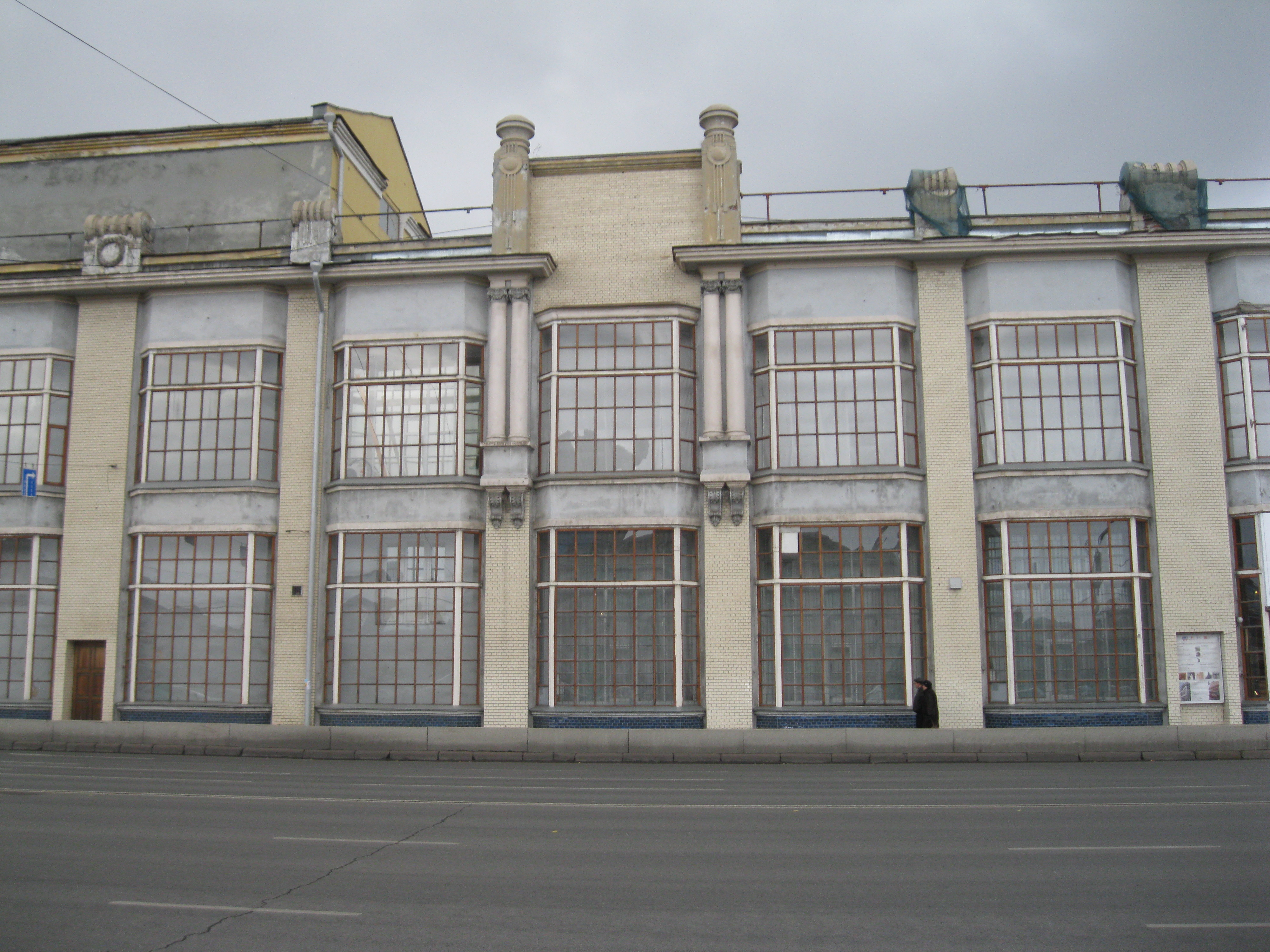
Торговый пассаж Яушевых в Челябинске (1912-1913)
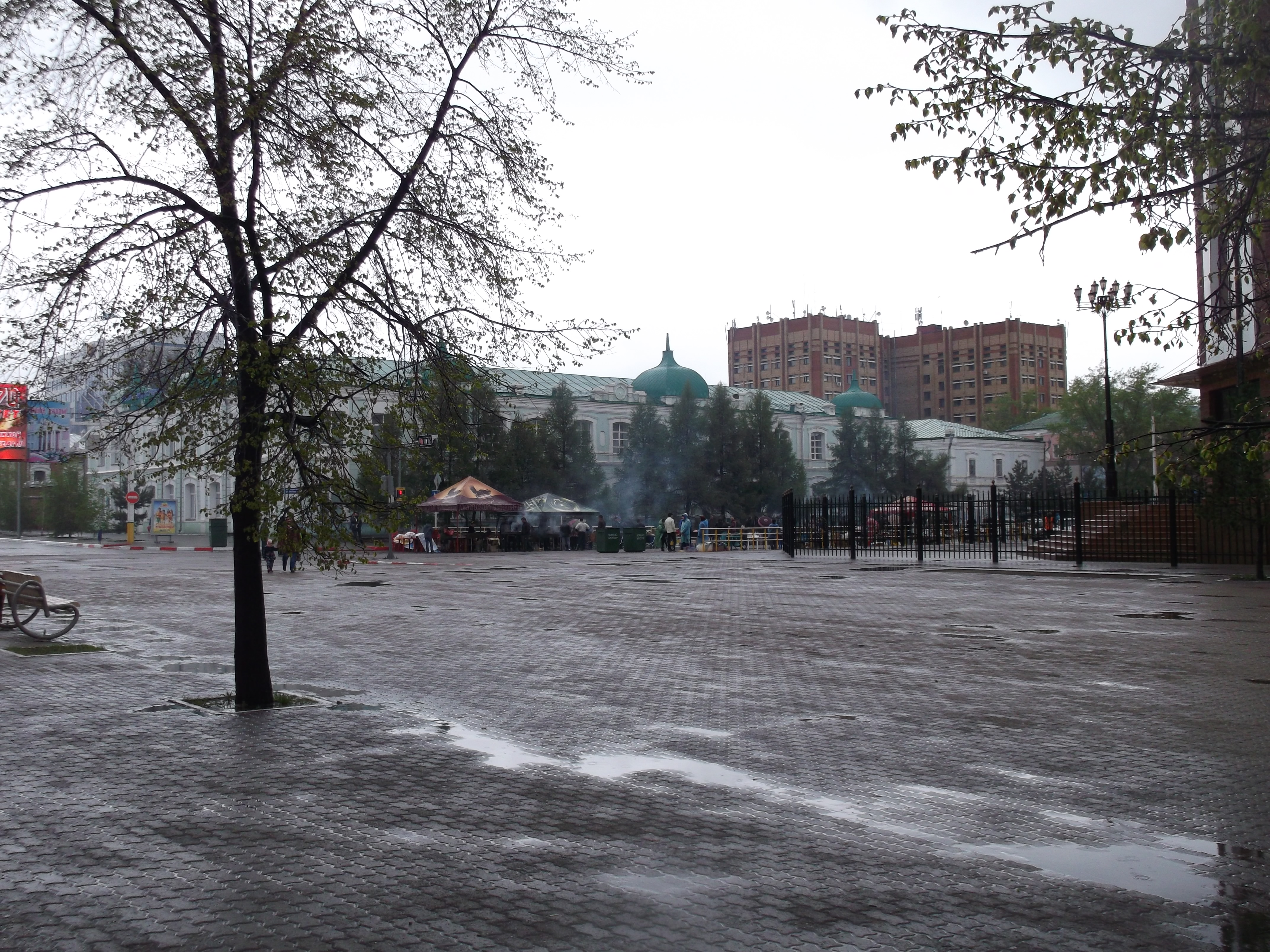
Торговый пассаж Яушевых в Костанае (1902)

Мечети

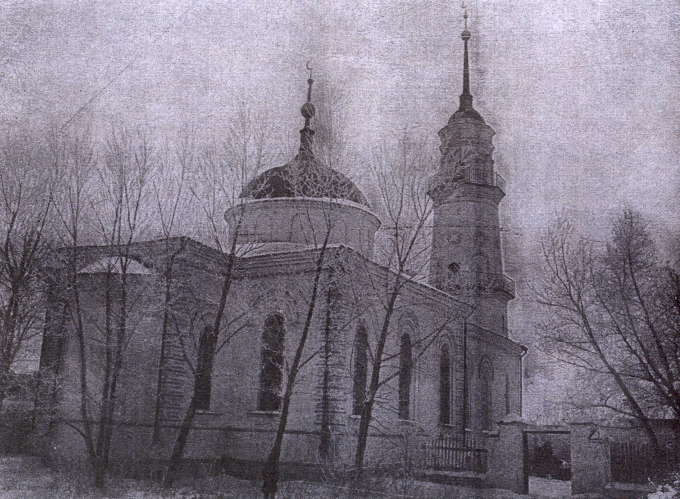
Третья соборная мечеть Троицка, построенная  в 1863-1864 годах на средства купца Гайсы Яушева
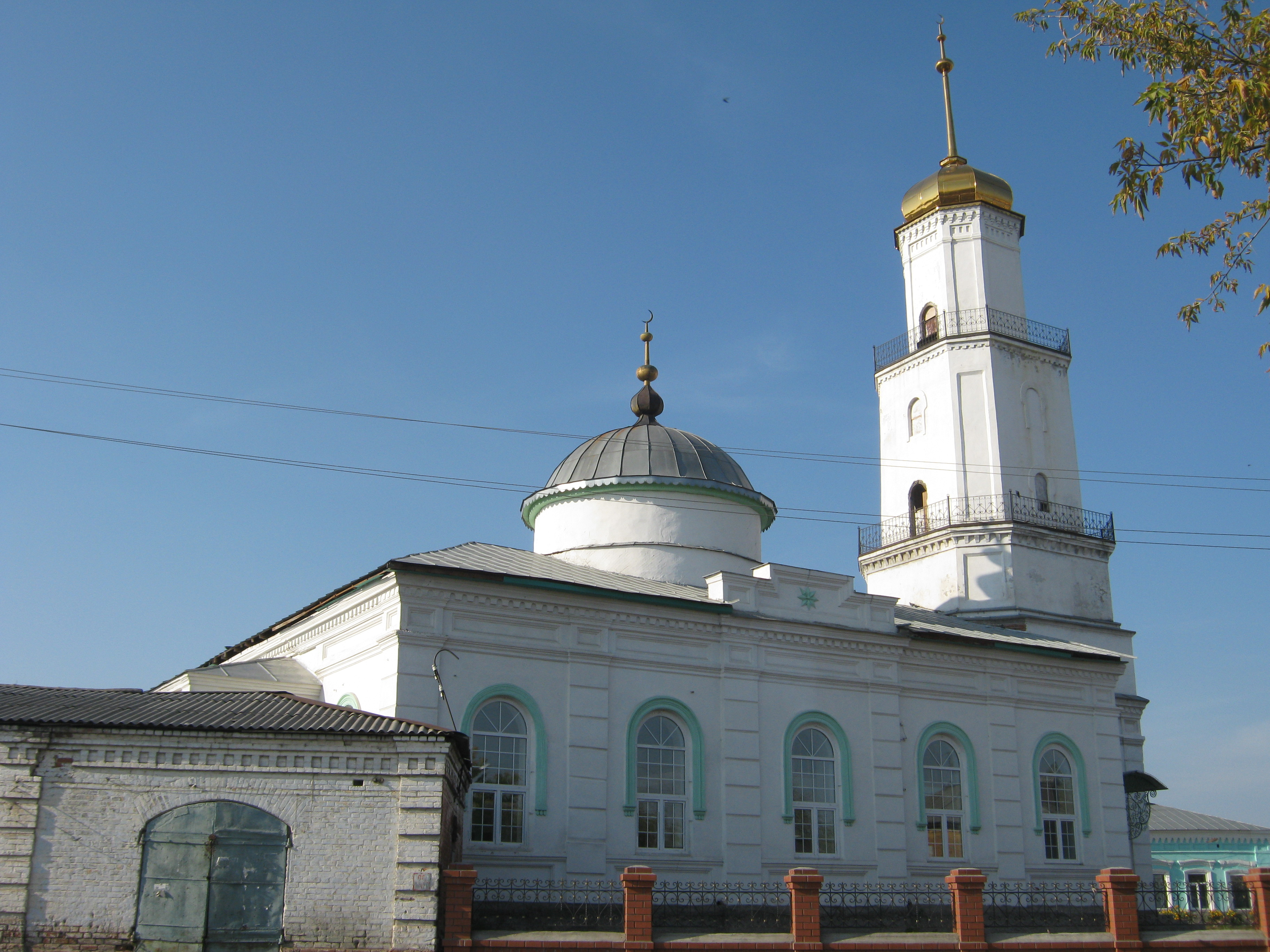
Шестая соборная мечеть Троицка, построенная в 1894–1895 годах на средства Абдулвали Яушева
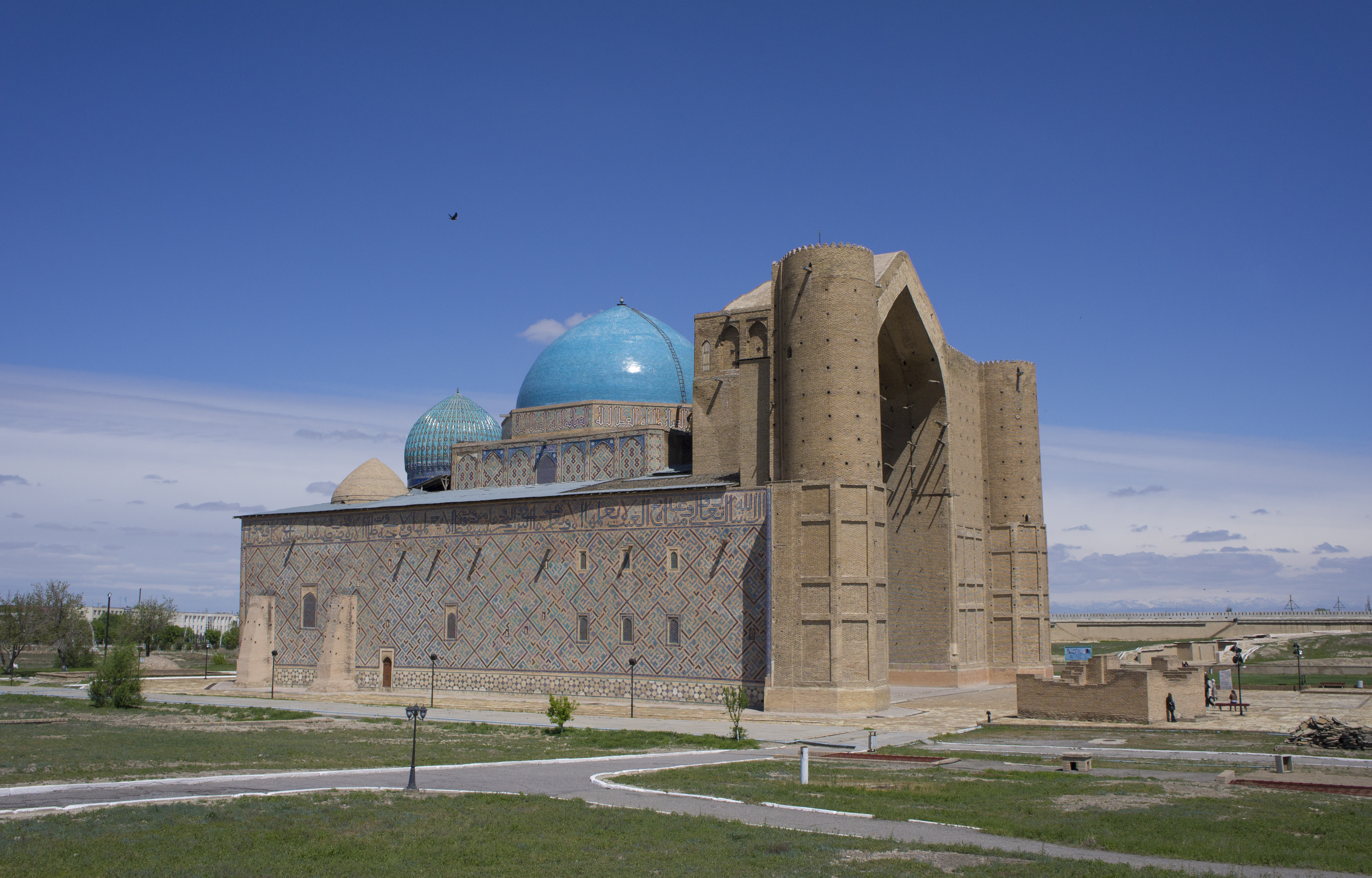
Мавзолей Ходжи Ахмеда Ясави, реставрировался на средства фирмы Яушевых в 1899 г.
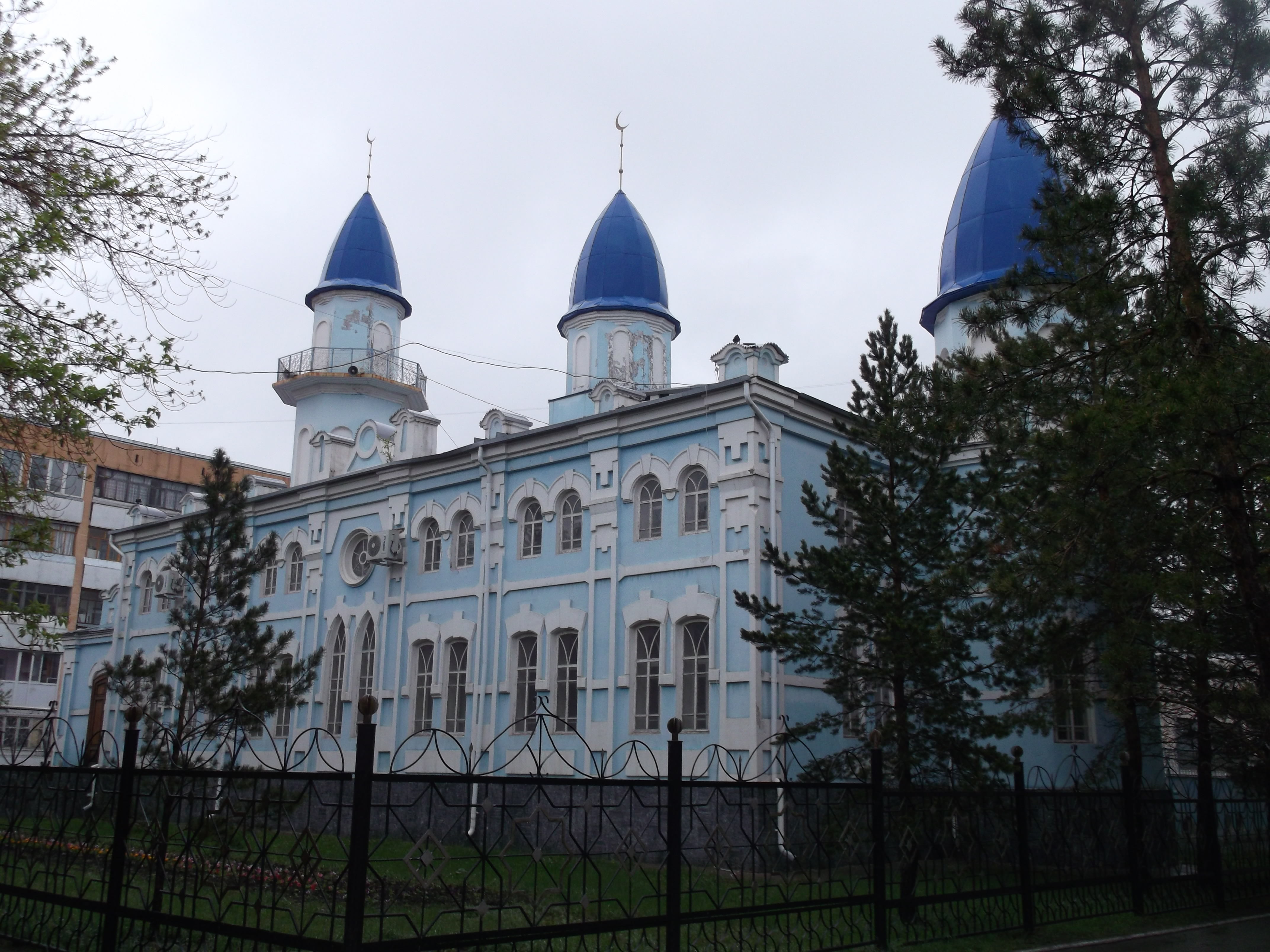
Мечеть имени Марал-ишана (1893), Костанай

Жилые и прочие дома

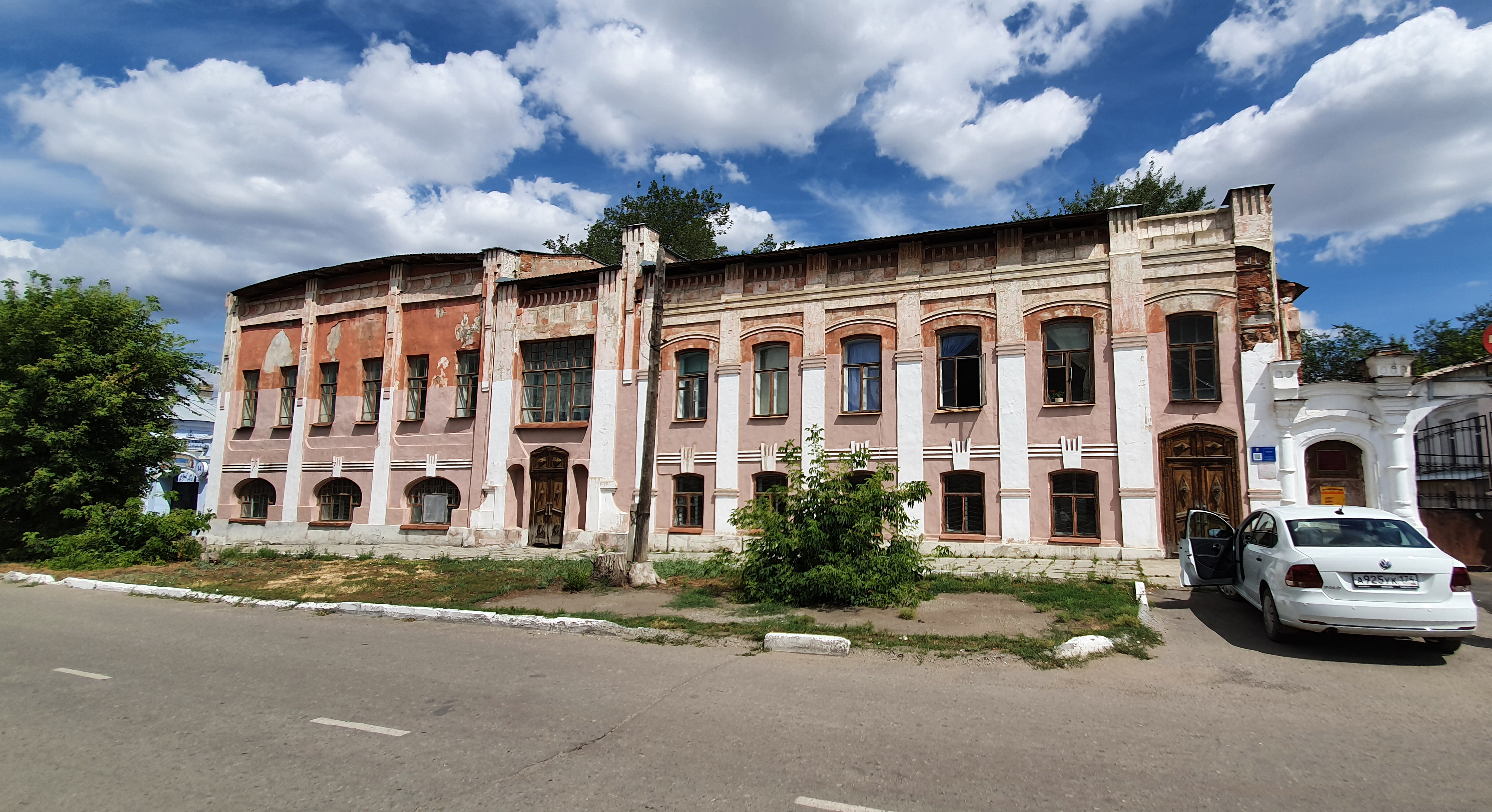
Дом Муллагали Яушева, Троицк
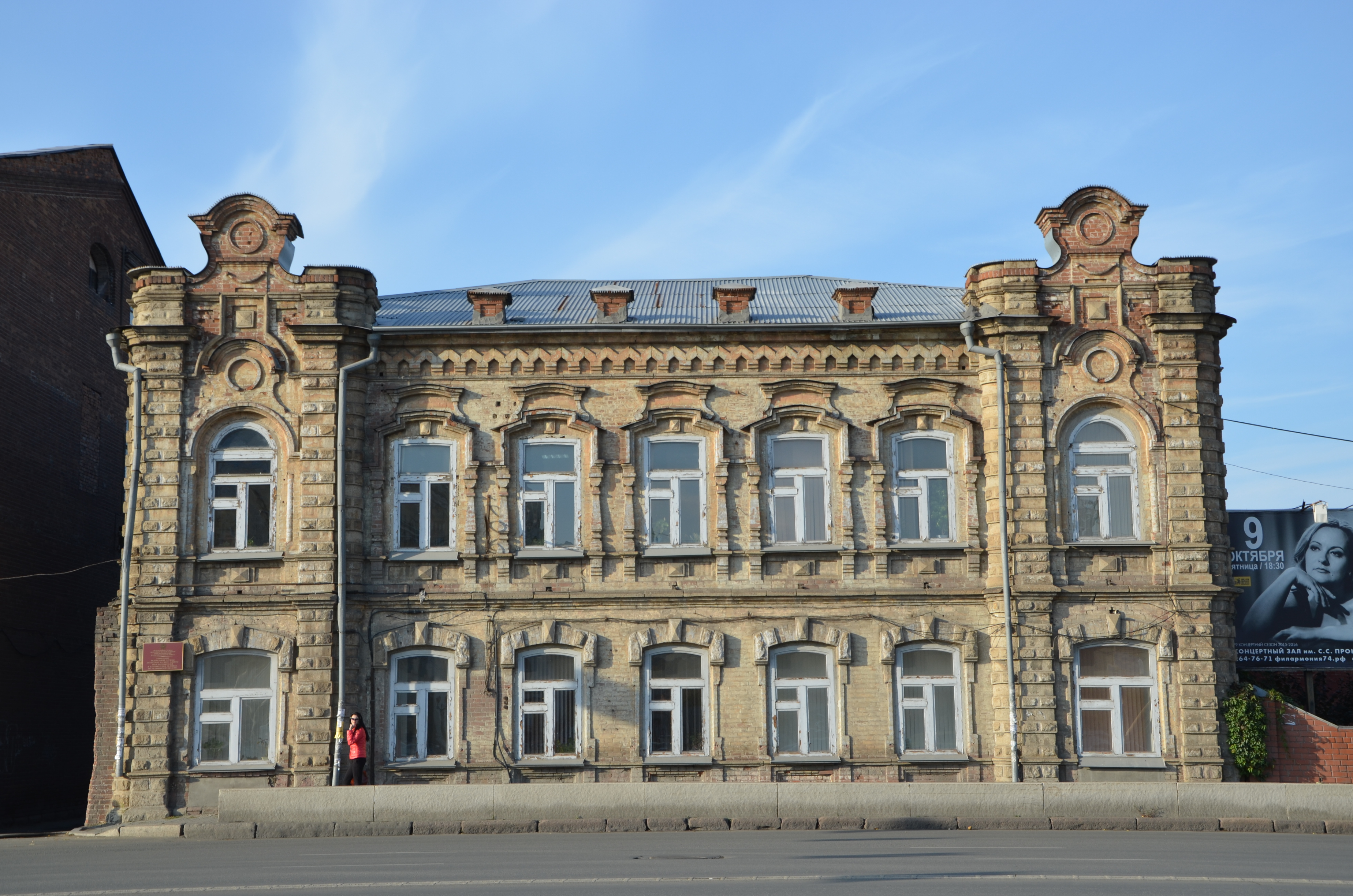
Особняк Яушевых, Челябинск
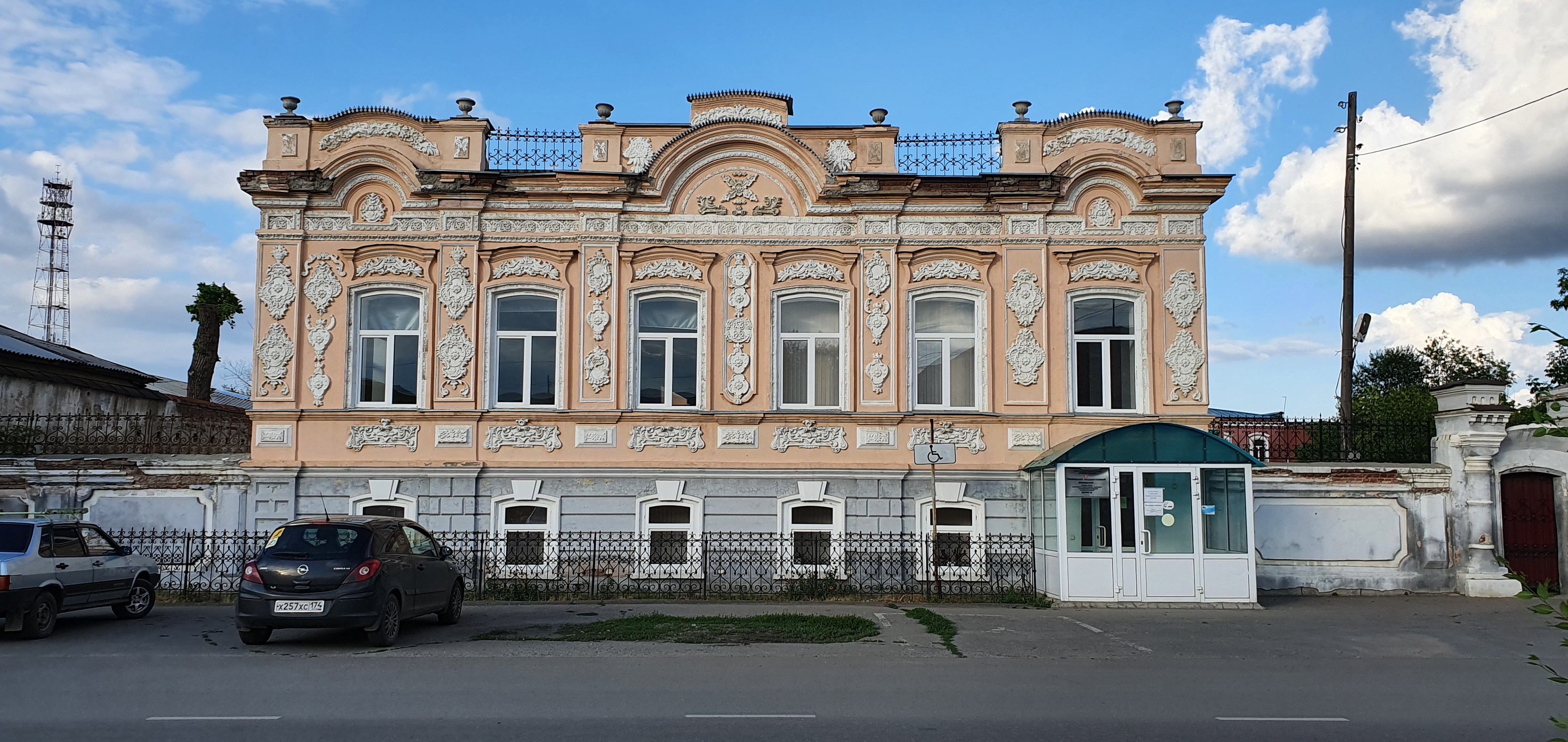
Дом Латифа Яушева, Троицк
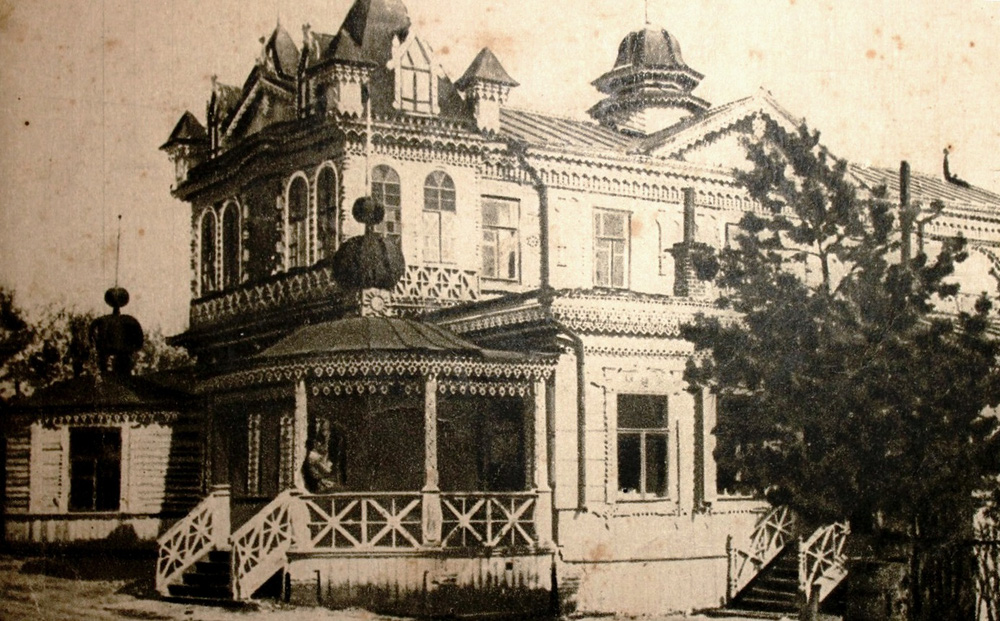
Дача Яушевых, Троицк
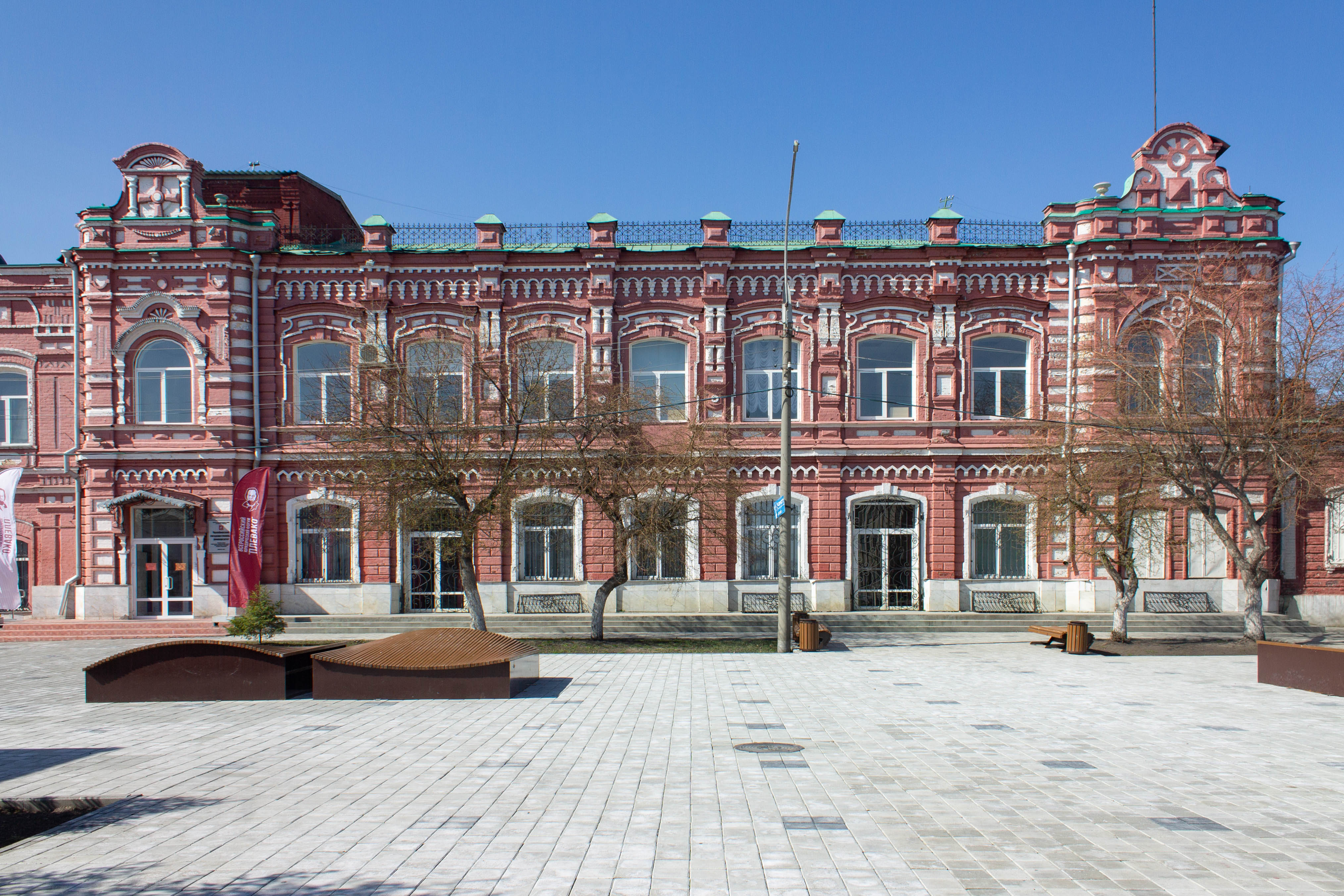
Комплекс доходных домов Яушевых, Троицк
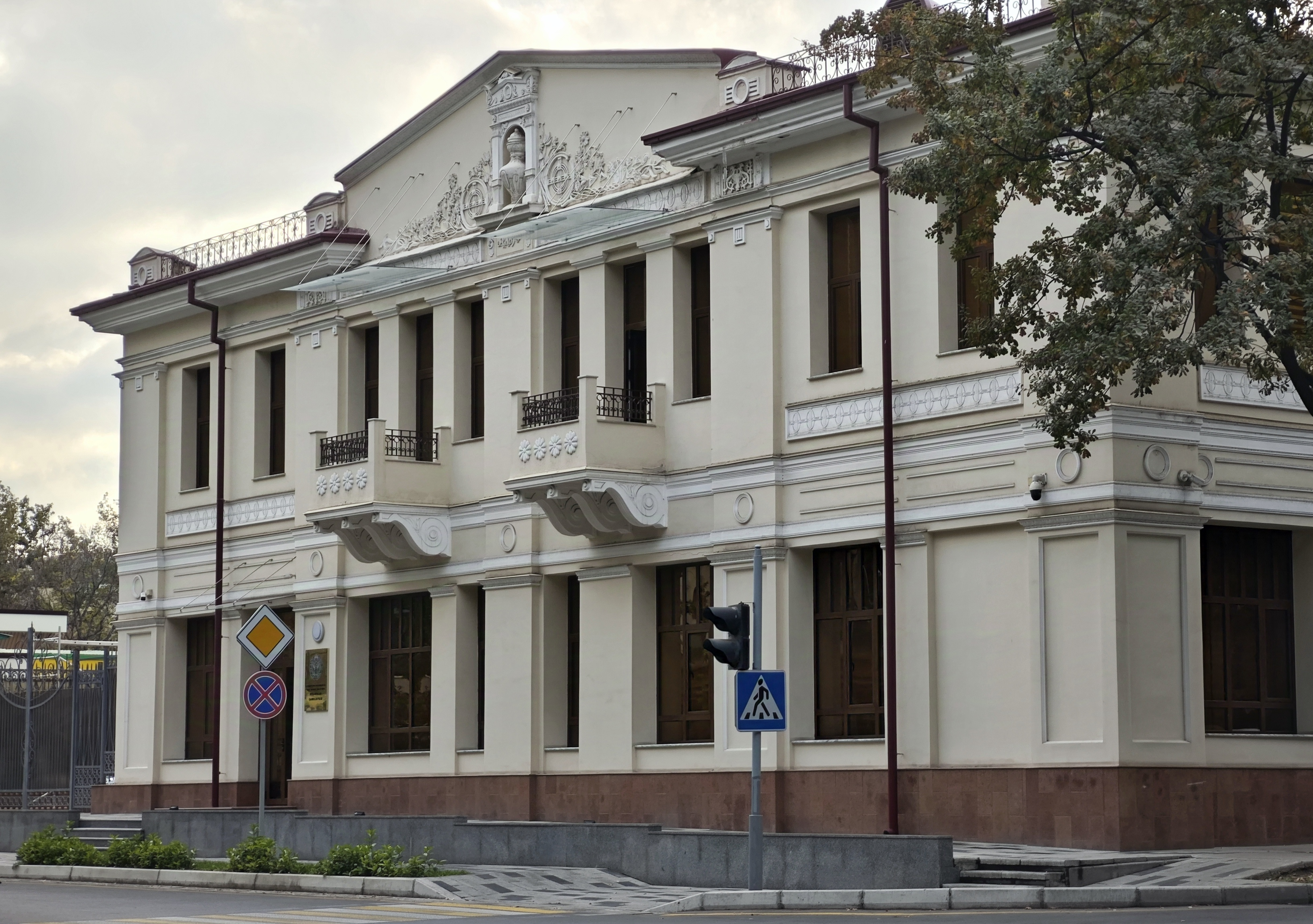
Дом купцов Яушевых, Ташкент

### Генеалогия купеческой династии Яушевых

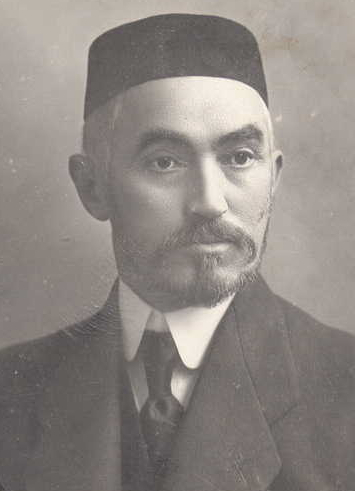
Муллагали Яушев, последний глава купеческой династии Яушевых

- Гайса Юсуфович (ум. 1870) — родоначальник купеческой династии Яушевых
  - Ахметжан Гайсич (1818 — 5.2.1875), купец первой гильдии. Унаследовал мыловаренный завод. С 1872 гласный Троицкой гор. думы
    - Абдулвали Ахметжанович (12.3.1840, Троицк — 13.9.1906, там же)
      - Фатиха Абдулвалиевна Аитова, просветительница
      - Мухаммедгали Абдулвалиевич, вёл торговлю мануфактурными товарами в Троицке. В Троицком уезде владел 811 дес. земли. Делегат 2-го Всероссийского мусульманского съезда (Санкт-Петербург, 1906). В 1911—13 гг. член правления Троицкого мусульманского благотворительного общества. В 1914—17 гг. гласный Троицкой городской думы

    - Мухамметшариф Ахметжанович (1852—1906), купец первой гильдии
      - Латиф Шарифович (1873—1922), купец первой гильдии и общественный деятель, член ведомства финансов («Малия назараты») Временного национального правительства («Вакытлы Милли Идарә») татаро-башкирской национально-культурной автономии, умер в эмиграции в Китае

    - Мухамметсадык Ахметжанович
    - Муллагали Ахметжанович (1864 — после 1923), последний глава Торгового дома «Братья Яушевы»
      - Разия Галиевна Сейфуль-Мулюкова
        - Фарид Сейфуль-Мулюков, советский журналист-международник

  - Латиф Гайсич (1847—1885, Троицк), купец первой гильдии. С 1880 г. гласный Троицкой городской думы
    - Муллаахмет Латифович
    - Мулламухаммет Латифович

## Петропавловские имамы
Представители одной из ветвей семьи Яушевых были лидерами мусульманской религиозной общины Петропавловска во второй половине XIX — начале XX вв. Габдельбари Яушев был имамом 2-й (Подгорной) мечети с 1852 г., 8 февраля 1858 г. он был утверждён в звании старшего ахуна по Тобольской губернии. Позднее он стал попечителем и имамом Ирбитской ярмарочной мечети. В 1888 г. его места занял его сын Габдельвагап. После Октябрьской революции Габдельвагап Яушев остался в Петропавловске и продолжил возглавлять мусульманскую общину города в первые годы советской власти.

## Известные потомки Яушевых

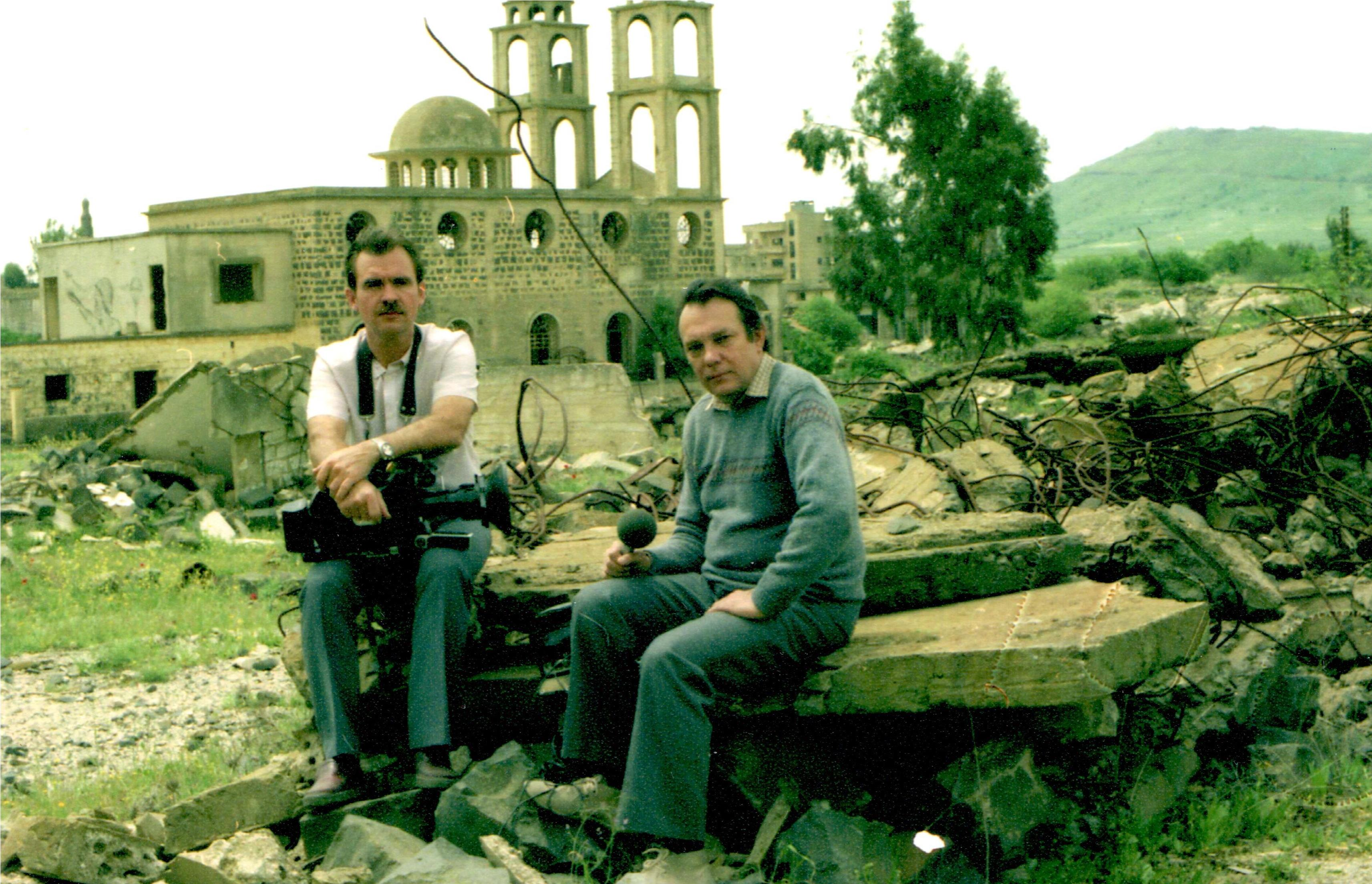
Фарид Сейфуль-Мулюков (справа), советский телеведущий, внук купца Муллагали Яушева

- Сейфуль-Мулюков, Фарид Мустафьевич, советский тележурналист, внук купца Муллагали Яушева[13][14]
- Аитова, Фатиха Абдулвалиевна (1866—1942), меценат, общественный деятель, создательница первой татарской женской гимназии. Дочь купца Абдулвали Яушева[15][16]
- Сералин, Мухамеджан (1872—1929), казахский журналист и поэт, потомок купцов Яушевых со стороны матери[17]
- Абдулвали Ахметжанович Яушев — татарский предприниматель, общественный деятель и меценат
- Муллагали Ахметжанович Яушев — татарский меценат и общественный деятель, купец первой гильдии. Глава Торгового дома «Братья Яушевы»
- Мухаммедшариф Ахметжанович Яушев — российский предприниматель, общественный деятель и меценат, ташкентский купец 1-й гильдии, представитель татарской купеческой семьи Яушевых, один из членов фирмы «Братья Яушевы»
- Мухаммедлатиф Мухамметшарифович — татарский предприниматель и общественный деятель.